# Tetracnemus ashmeadi
Tetracnemus ashmeadi är en stekelart som beskrevs av John S. Noyes och Woolley 1994. Tetracnemus ashmeadi ingår i släktet Tetracnemus och familjen sköldlussteklar. Inga underarter finns listade i Catalogue of Life.